# Frank Baltrusch
Frank Baltrusch, né le 21 mars 1964 à Magdebourg, est un nageur est-allemand.

## Carrière
Frank Baltrusch évolue au SC Magdebourg et fait partie de l'équipe nationale est-allemande de 1981 à 1988.
Il remporte la médaille d'argent du 200 mètres dos aux championnats du monde 1986.
Il est médaillé de bronze du 200 mètres dos aux championnats du monde 1982, aux championnats d'Europe 1983, 1985 et 1987 ; il est aussi lors de ces championnats d'Europe 1987 médaillé d'argent du 100 mètres dos et médaillé de bronze du relais 4 × 100 mètres quatre nages. 
Frank Baltrusch participe aux Jeux olympiques d'été de 1988 à Séoul et remporte la médaille d'argent dans l'épreuve du 200 mètres dos.

## Vie privée
Il est marié à la championne d'Europe de plongeon Katrin Zipperling avec lequel il a une fille Tina.